# Malenšek
Malenšek  je priimek več znanih Slovencev:
- Andrej Malenšek, fotograf
- Danijel Malenšek (*1943), podjetnik, politik
- Franja Malenšek por. Gulič (Koširjeva) (1852-1927), Levstikova prijateljica, narodna delavka
- Gregor Malenšek (*1971), športni plezalec, alpinist, podjetnik
- Jana Malenšek, arhitektka
- Janez Malenšek (1920-2001), župnik v Argentini med Indijanci (nazadnje Choromoro)
- Josip Malenšek (1884- ?), bančnik, lovec
- Jože Malenšek, Maistrov borec, predsednik Zveze borcev za severno mejo
- Jože Malenšek, častnik Slovenske vojske ?
- Martin Malenšek, dobitnik vojaškega odlikovanja 1852
- Matjaž Malenšek, fotograf
- Mimi Malenšek (1919-2012), pisateljica in prevajalka
- Rado Malenšek (1912-1996), zbiratelj batikov, kustos
- Srečko Malenšek (1863-1917), učitelj in glasbenik, zbiralec ljudske kulturne dediščine